# Космос-1918
Космос-1918 је један од преко 2400 совјетских вјештачких сателита лансираних у оквиру програма Космос.
Космос-1918 је лансиран са космодрома Тјуратам, Бајконур, СССР, 18. фебруара 1988. Ракета-носач Протон-К је поставила сателит у орбиту око планете Земље. 